# Педро Луиз од Орлеана и Брагансе
Педро Луиз од Орлеана и Брагансе (порт. Pedro Luís de Orleans e Bragança; Рио де Жанеиро, 12. јануар 1983. – 1. јун 2009.) био је најстарији син принца Антонија од Орлеана и Брагансе и принцезе Кристине де Лиње, као и унук принца Педра Хенрикеа од Орлеанс-Браганце и принцезе Марије Елизабете од Баварске.
Његова браћа су били Рафаел, Амелија и Марија Габријела, био је пра-праунук принцезе Изабел, последње бразилске царске принцезе, и супруга царског принца Гастона од Орлеана, грофа од Еу, и пра-праунук Цар Педро II и царица Тереза Кристина. Његов ујак без деце, Бертран, један је од двојице садашњих кандидата за бившу бразилску круну, чији је Педров отац, Антонио, његов непосредни наследник. Као такви, неки бразилски монархисти су очекивали да ће Педро Луиз на крају постати претендент на укинути трон. Уместо тога, његов млађи брат, Рафаел, заузео је његово место у наследној линији након што је легално прогласио смрт Педра Луиза у несрећи Аир Франце лета 447.

## Деатх
Луиз је погинуо у паду Аир Франце лета 447, 1. јуна 2009.  Његова двострука рођака, принцеза Аликс од Лиња, планирала је да путује са њим, али је уместо тога узела ранији лет.  Тело Педра Луиза било је међу онима извађеним из океана и сахрањено је у Васурасу (Vassouras) у породичном маузолеју 5. јула.  